# Кладрастис кентуккийский
Кладрастис кентуккийский, или жёлтый (лат. Cladrastis kentukea) — вид реликтовых листопадных деревьев семейства Бобовые, произрастающих в юго-восточной части Северной Америки.

## Распространение и экология
Единственный вид кладрастиса, произрастающий в Северной Америке (остальные виды происходят из Восточной Азии). Является реликтовым растением с прерывистым ареалом. Встречается только в США, в штатах: Алабама, Арканзас, Виргиния, Джорджия, Иллинойс, Индиана, Кентукки, Луизиана, Миссисипи, Миссури, Оклахома, Северная Каролина, Теннесси.
Произрастает вдоль рек, в горных лесах и на известняковых утёсах, причём обычно на северных склонах. Встречается в высоких лесах в качестве подлеска.
Имеет среднюю теневыносливость и засухоустойчивость. Способен расти на слабокислых, нейтральных и слабощелочных почвах (pH 5—8). Естественным образом произрастает в USDA-зонах 5b—8a. При этом во многих источниках растение указывается как морозостойкое и в USDA-зоне 4 (примерно до -35°C).

## Ботаническое описание

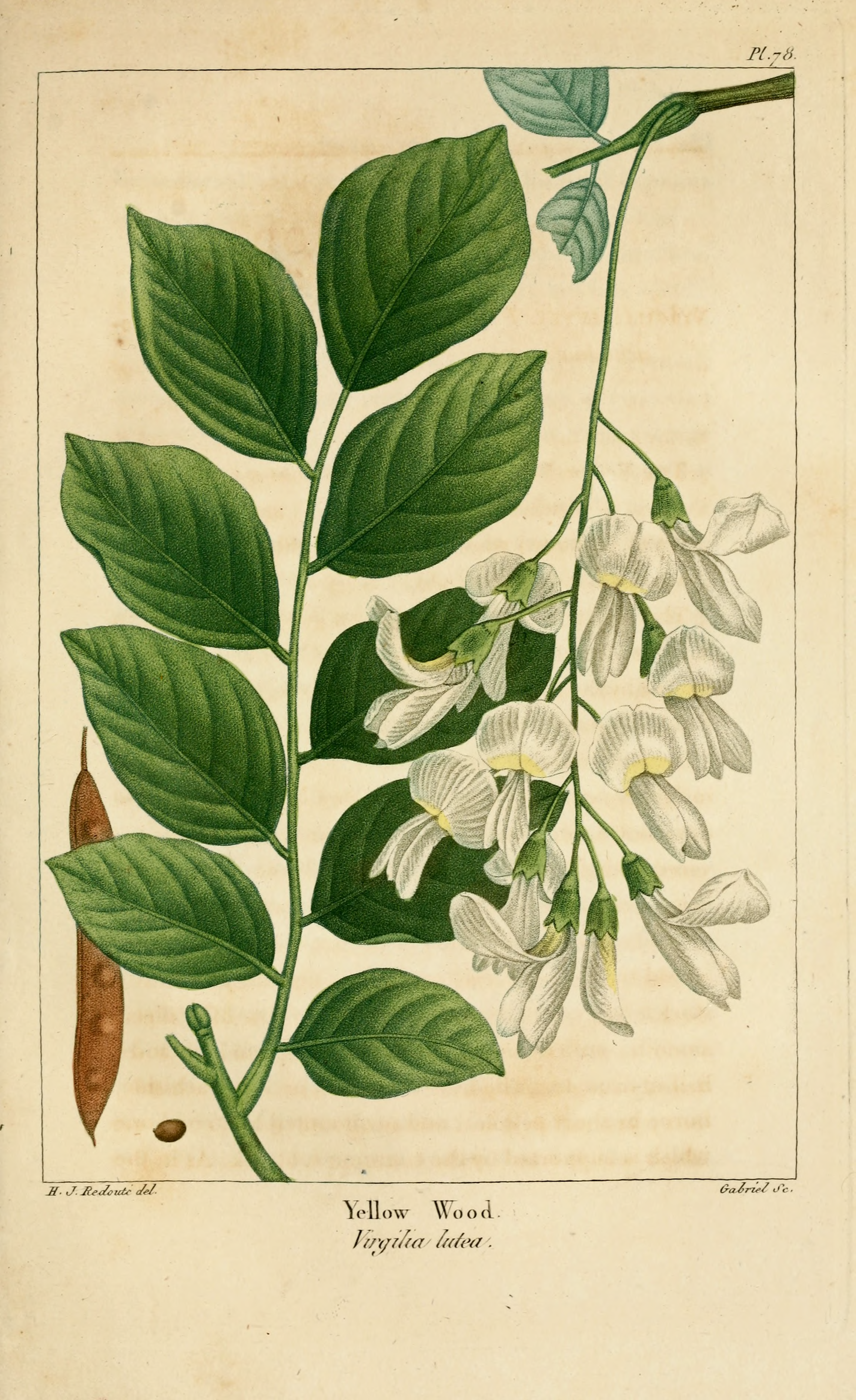
Ботаническая иллюстрация из книги Франсуа Мишо The North American sylva, 1819

Листопадное дерево высотой 10—20 м с шаровидной формой кроны и стволом диаметром до 1,5 м.
Кора серая, гладкая, внешне напоминающая кору граба или бука.
Листья очерёдно-непарноперистые, с 5—11 листочками, длиной 20—30 см. Листочки овальные, цельнокрайные, с тупозаострёнными вершиной и основанием. Верхушечный листочек крупнее боковых. Листья появляются позже, чем у многих других деревьев, но немного раньше, чем у других бобовых, таких как маакия амурская, робиния псевдоакация, при выращивании этих растений в одних и тех же условиях. Осенью листья становятся насыщенно-жёлтыми, иногда приобретая даже рыжеватый оттенок.
Белые ароматные обоеполые цветки мотылькового типа собраны в кистевидные или метельчатые соцветия длиной 10—30 см. У основания верхнего лепестка цветка имеется небольшое жёлтое пятнышко. Цветение происходит летом и длится около двух недель, максимальная интенсивность проявляется раз в два-три года.
Плоды представляют собой плоские светло-коричневые бобы длиной 6—10 см с небольшими вытянутыми зеленовато-коричневыми семенами.
Продолжительность жизни растения составляет до 200 лет и более.

## Значение и применение

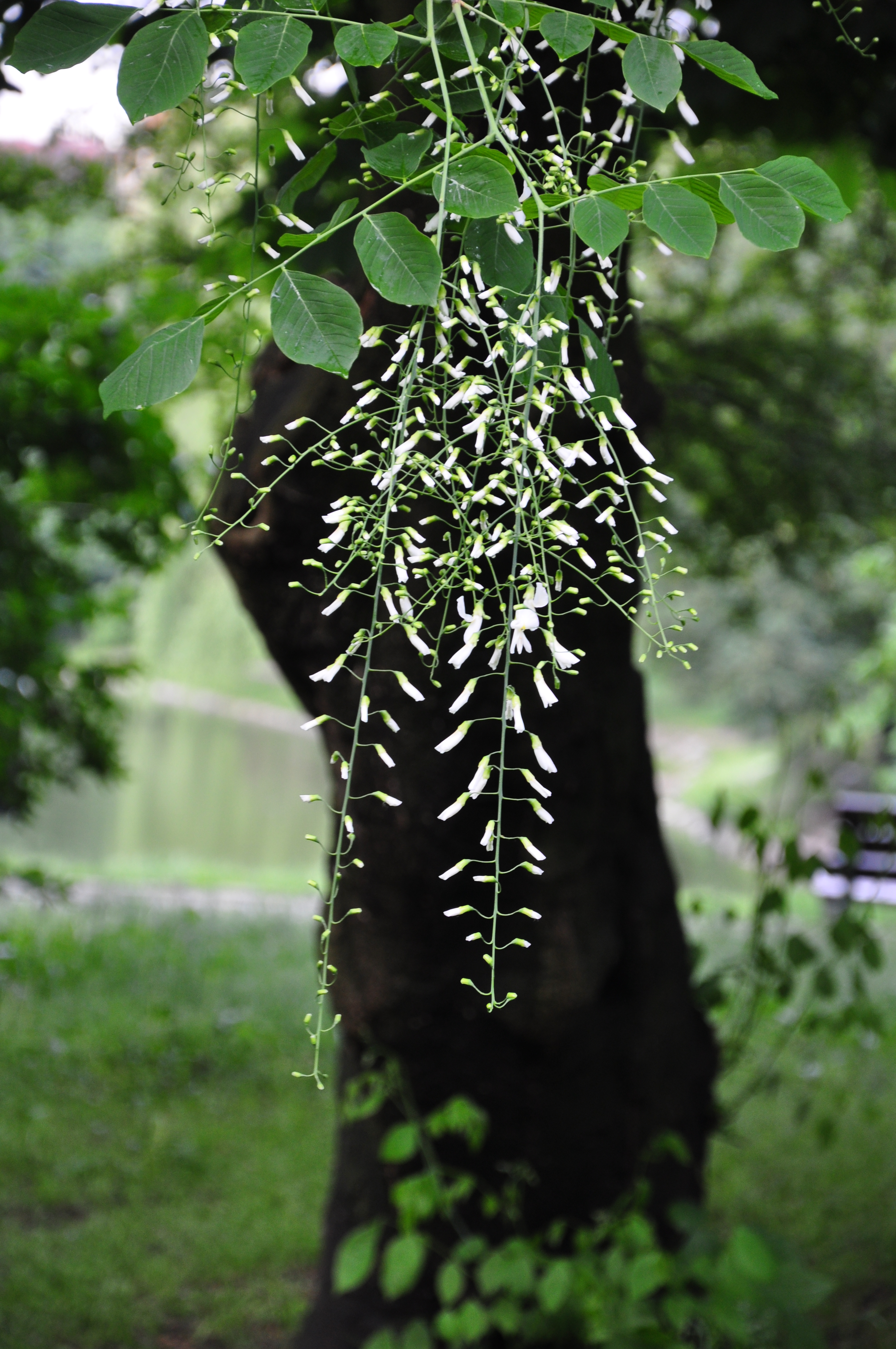
Метельчатые соцветия кладрастиса кентуккийского

Кладрастис кентуккийский может использоваться в качестве декоративного растения. Особенно привлекательно его цветение, когда он покрывается длинными рыхлыми метёлками белых цветков. Также декоративны его крупные перистые листья с широкими листочками, приобретающие осенью привлекательный насыщенно-жёлтый окрас.
В ГБС РАН в Москве кладрастис кентуккийский присутствует с 1939 года; растёт небольшим деревом, цветёт ежегодно в первой половине лета, семена завязывает не всегда, обмерзаний почти не случается (зимостойкость I).
Кладрастис известен своей твёрдой древесиной жёлтого цвета, с которым и связано название "кладрастис жёлтый". Особенно насыщенный цвет имеет ядро на свежем спиле, заболонь чуть более светлая. Используется древесина в основном в различных поделках, в декоративных элементах мебели, при создании лож оружий.
Как и другие бобовые, кладрастис является хорошим медоносом и азотфиксатором.

## Фотографии
|                                                                                      |  |  |  |  |  |
| Слева направо: молодое растение, кора, листья, осенняя окраска листвы, цветки, плоды |  |  |  |  |  |